# مايا بيتروفا
مايا بيتروفا (بالروسية: Петрова, Майя Андреевна) مواليد 26 مايو 1982 في فولغوغراد، الجمهورية الروسية السوفيتية الاتحادية الاشتراكية، الاتحاد السوفيتي، هي لاعبة كرة يد روسية. مثلت منتخب روسيا لكرة اليد للسيدات. شاركت في دورة الألعاب الأولمبية الصيفية سنة 2016.

## سجل المنافسة
شاركت في البطولات التالية:
- الألعاب الأولمبية الصيفية 2016
- بطولة أوروبا لكرة اليد للسيدات 2014

## الميداليات
| الميدالية | المسابقة                            |
| --------- | ----------------------------------- |
| ذهبية     | الألعاب الأولمبية الصيفية 2016      |
| ذهبية     | بطولة العالم لكرة اليد للسيدات 2009 |
| برونزية   | بطولة أوروبا لكرة اليد للسيدات 2008 |

## روابط خارجية
- مايا بيتروفا على موقع الاتحاد الأوروبي لكرة اليد (الإنجليزية)
- مايا بيتروفا على موقع أوليمبيديا (الإنجليزية)